# Anhydrophryne
Anhydrophryne — рід земноводних родини Pyxicephalidae ряду Безхвості. Має 3 види.

## Опис
Загальна довжина представників цього роду коливається від 1,5 до 3 см. Спостерігається статевий диморфізм: самиці більші за самців. Голова товста. Морда витягнута, на кінці закруглена. Тулуб масивний. Кінцівки кремезні, особливо задні. На останніх пальці довші за пальці на передніх кінцівках. Забарвлення здебільшого однотонне, зелене, сіре, коричневе з темними відтінками та різними смугами.

## Спосіб життя
Полюбляють лісисту місцину, високу рослинність поблизу водойм. Зустрічаються на висоті від 1000 до 2700 м над рівнем моря. Активні вночі. Живляться дрібними безхребетними.
Самиця відкладає від 11 до 40 яєць у ямку поблизу води.

## Розповсюдження
Мешкає у південній Африці.

## Види
- Anhydrophryne hewitti
- Anhydrophryne ngongoniensis
- Anhydrophryne rattrayi